# NGC 6081
NGC 6081 este o liner situată în constelația Hercule. A fost descoperită în 26 iulie 1870 de către Édouard Stephan⁠(d). Se află la o distanță de 73,66 de megaparseci de Pământ.